# Leon Neil Cooper
Leon Neil Cooper (sinh năm 1930) là nhà vật lý người Mỹ. Ông cùng John Bardeen và John Robert Schrieffer giành Giải Nobel Vật lý năm 1972 cho những nghiên cứu lý thuyết siêu dẫn, thường được gọi là lý thuyết BCS.